# Tempestade solar de 2012

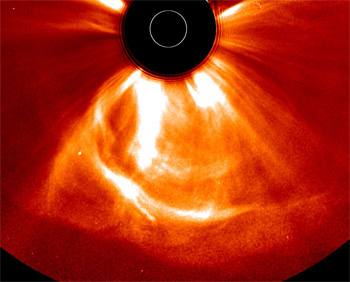
A ejeção de massa coronal, fotografada pela STEREO.

A tempestade solar de 2012 foi uma ejeção de massa coronal extraordinariamente grande e intensa que ocorreu no dia 23 de julho daquele ano. Ela não atingiu a Terra por uma margem de aproximadamente nove dias. A intensidade da erupção foi comparável à da tempestade solar de 1859 que danificou equipamentos eletrônicos mundialmente, que na época eram principalmente de estações telegráficas. Se ela tivesse passado pela Terra, é provável que teria infligido danos graves aos sistemas eletrônicos em escala global.